# Luciano Delbianco
Luciano Delbianco [luˈtʃano delˈbjaŋko] (Pula, 10. lipnja 1954. – Zagreb, 29. rujna 2014.), bio je hrvatski doktor elektrotehnike, profesor i političar.

## Životopis
Luciano Delbianco rodio se 10. lipnja 1954. godine u Puli. Osnovnoškolsko obrazovanje dovršio je 1969., a srednjoškolsko je stekao na Tehničkoj školi u Puli 1973. godine. Iste godine upisao je studij elektroenergetike na Elektrotehničkom fakultetu Sveučilišta u Zagrebu. Akademski naslov inženjera elektrotehnike stekao je 1977. godine, a dvije godine poslije upisuje poslijediplomski studij na istom smjeru na ovom fakultetu. Po završetku studija 1983. godine dobiva akademski stupanj magistra tehničkih znanosti u znanstvenom polju elektrotehnike. Od 1978. do 1989. godine radio je u tehničkom odjelu Elektroistre u Puli (Zajednica elektroprivrednih organizacija Hrvatske), gdje je obavljao posao inženjera za razvoj distributivnih mreža i posao tehničkog rukovoditelja.
U politiku je ušao 1988. godine kao potpredsjednik Skupštine općine Pule. Nakon prvih višestranačkih izbora 1990. godine na listi SDP-a postaje i predsjednik Skupštine općine Pule.
Početkom 1990-ih zbog sve većeg pritiska skorašnje ratne agresije, kao prvi čovjek grada i koordinator predsjednika skupština općina Istre postao je voditelj pregovaračkog tima pulske gradske uprave s JNA. Budući da je Pula tada bila jedan od jačih vojarna JNA na Jadranu s 12 tisuća vojnika svih rodova vojske (KoV, JRZ i JRM) i velikim brojem vojne tehnike, Delbianco je pregovarao sa zapovjednicima 5. vojno-pomorskog sektora, admiralima Pogačnikom, Barovićem i Rakićem, o mirnom odlasku JNA iz grada. Unatoč povremenim incidentnim situacijama, pokušajima izazivanja oružanog sukoba i napadima na općinski krizni štab sa sjedištem u Komunalnoj palači, uspjelo se postići da pripadnici JNA mirno napuste grad 15. prosinca 1991. godine. Kao predstavnik grada Delbianco je u pregovorima postigao preuzimanje od JNA 78 vojnih objekata na 154 hektara površine i cijelog naoružanja Teritorijalne obrane. Sredinom rujna 1991. godine na Delbianca je navodno trebao biti izvršen atentat.
Dužnost predsjednika Skupštine općine Pule obnašao je do 1993. godine kada je zbog zakonskih promjena administrativnog ustroja države postao prvi gradonačelnik Pule. Uoči lokalnih izbora 1993. godine prešao je sa skupinom SDP-ovaca u IDS. Na izborima je pobijedio s gotovo 73 posto biračke potpore i tako postao prvi istarski župan. Na parlamentarnim izborima 1995. godine izabran je za zastupnika u Zastupničkom domu Sabora RH, no nastavlja obavljati dužnost župana. U siječnju 1996. godine dolazi do smjene smjene trojice direktora gradskih javnih poduzeća u Puli („pulski slučaj”) i zbog pritisaka u svezi s tim najavljuje u listopadu 1996. godine odlazak iz IDS-a i pristupanje novoj stranci. Novu stranku, Istarski demokratski forum, osnovao je 14. prosinca 1996. godine na čelu koje ostaje do 2005. godine. U siječnju 1997. godine na Županijskoj skupštini u Pazinu IDS-ovci su izglasali nepovjerenje županu pa Delbianco nije dočekao kraj mandata. Na mjestu župana zamijenio ga je Stevo Žufić. Godine 1997. bio je izabran za zastupnika u Zastupničkom domu Hrvatskog državnog sabora gdje je ostao do isteka mandata 2000. godine.
Krajem 1998. godine doktorirao je na Elektrotehničkom fakultetu u Zagrebu s temom Doprinos istraživanju utjecaja otpornog uzemljenja zvjezdišta na visine prenapona i na sistem zaštitnog uzemljenja u razdjelnim mrežama, stekavši akademski stupanj doktora tehničkih znanosti.
Nakon lokalnih izbora 2001. godine uspostavio je vlast u Puli u koaliciji sa Socijaldemokratskom partijom i Nezavisnom listom Loredane Štok i postao gradonačelnik Pule po drugi put. Po završetku mandata 2005. godine napustio je politiku i potpuno se posvetio znanstvenom i nastavnom radu.
Godine 2000. izabran je za docenta na Zavodu za elektrotehniku Tehničkog fakulteta Sveučilišta u Rijeci gdje je sljedeće tri godine držao predmet „Izgradnja i montaža elektroenergetskih postrojenja”. Na Visoku tehničku školu – Politehnički studij Pula prešao je 2004. godine u zvanju docenta. Ondje je 2005. godine izabran za prodekana, 2006. godine za znanstvenog suradnika, a 2007. godine za profesora predmeta „Elektrotehnika 1 i 2”. Po prestanku obavljanja dužnosti prodekana 2008. godine, bio je 2009. godine izabran za dekana Visoke tehničko-poslovne škole, Politehnike u Puli i tu je funkciju obnašao do svoje smrti.
Godine 2010. bio je izabran za docenta Europskog centra za mir i razvoj Sveučilišta za mir Ujedinjenih naroda, a 2011. godine za dekana Regionalnog centra u Puli ECPD-a. Radeći na poslovima razvoja distributivnih mreža napisao je veći broj stručnih radova, surađivao je u izradi više studija, više puta bio član povjerenstva za obranu doktorske disertacije i mentor mnogim studentima. Bio je član nadzornog odbora Hrvatske elektroprivrede d.d. od 2000. do 2009. godine. U puljskom triju Kravate svirao je harmoniku i pjevao, a posebno je bio upamćen njihov nastup u Areni u Puli u povodu 3000. obljetnice grada kada su odsvirali i otpjevali hit „Samo anđeli znaju”.
Umro je 29. rujna 2014. godine u bolnici u Zagrebu, nakon teške bolesti, u 61. godini života.

## Spomen
- 2015.: Svečana dvorana na pulskoj Politehnici nazvana je po njemu.[10]
- 2017.: Umaški Gradski park preimenovan je u Park Luciana Delbianca.[11]
- 2022.: Dio pulske rive od Riječkog gata prema Mandraču nazvan je Riva Luciana Delbianca.[12]

## Vanjske poveznice
- CROSBI Hrvatska znanstvena bibliografija: Pregled po znanstveniku: Luciano Delbianco (MB: 227153)  Arhivirana inačica izvorne stranice od 30. rujna 2017. (Wayback Machine)

| političke službe           | političke službe                                | političke službe          |
| -------------------------- | ----------------------------------------------- | ------------------------- |
| prethodnik Ivica Percan    | predsjednik Skupštine općine Pule 1990. – 1993. | služba ukinuta            |
| služba stvorena            | gradonačelnik Pule 1993.                        | nasljednik Igor Štoković  |
| prethodnik Giankarlo Župić | gradonačelnik Pule 2001. – 2005.                | nasljednik Valter Drandić |